# Sicista kluchorica
Sicista kluchorica е вид бозайник от семейство Тушканчикови (Dipodidae). Видът е почти застрашен от изчезване.

## Разпространение
Разпространен е в Грузия и Русия.